# شبرا اليمن
شُبرا اليَمَن إحدى قرى مركز زفتى التابع لمحافظة الغربية بجمهورية مصر العربية.

## التاريخ
قرية شبرا اليمن من القرى القديمة، وردت في الخطط المقريزية باسم شبرا سنباط نسبة إلى قرية سنباط لقربها منها وتمييزًا لها عن القرية الأخرى التي تسمى بشبرا. وردت باسم «شبرا دمسيس» في أعمال الغربية ضمن قرى الروك الصلاحي التي أحصاها ابن مماتي في كتاب قوانين الدواوين وفي تحفة الإرشاد تحفة الإرشاد شبرادمسيس من قرى السمنودية، وأضيفت إلى دمسيس لتسمى «دمسيس وشبراها» في الروك الناصري التي أحصاها ابن الجيعان في كتاب «التحفة السنية بأسماء البلاد المصرية».  
وفي العصر العثماني وردت باسم «شبرا دمسيس» في التربيع العثماني الذي أجراه الوالي العثماني سليمان باشا الخادم إلا أنها فصلت عن ناحية دمسيس، وفي تاريخ 1228هـ/1813م الذي عدّ قرى مصر بعد المسح الذي قام به محمد علي باشا باسم «شبرا اليمن» ضمن قرى مديرية الغربية. يرى محمد رمزي أن إضافة اليمن خاطئة والصواب شبرا اليمنى نسبة إلى محمد اليمنى المدفون بعزبة ميمون التابعة لشبرا اليمن.

## السكان
بلغ عدد سكان شبرا اليمن 10,675 نسمة حسب تقدير عام 2018.
| السنة  | 1882 | 1897 | 1907 | 1927 | 1947 | 1960 | 1976 | 1986 | 1996 | 2006  | 2018   |
| ------ | ---- | ---- | ---- | ---- | ---- | ---- | ---- | ---- | ---- | ----- | ------ |
| القرية | 2637 | 3390 | 4077 | 5047 | 5761 | 4271 | 5175 | 6361 | 7188 | 8,406 | 10,675 |